# コンスタンティネ2世 (ムフラニ公)
ムフラニ公コンスタンティネ2世（グルジア語: კონსტანტინე II მუხრანბატონი、グルジア語ラテン翻字: Konstantine Mukhranbatoni、1716年没）は、カルトリ王国のタヴァディ（貴族）。バグラティオニ王家の分家ムフラニ家に属する。1696年から1700年までムフラニのバトニ（公）を務め、内カルトリのサルダリ（司令官）およびカルトリ宮廷のムサフルトゥフツェシ（宮内長官）を兼任した。

## 生涯
コンスタンティネは、ムフラニ公テイムラズ2世の子として生まれた。1688年、カルトリ王ギオルギ11世がサファヴィー朝に対して反乱を起こした、伯父でムフラニ公を継承していたパプナは、ギオルギ11世にに忠誠を示した。しかし反乱は鎮圧され、親ペルシア派のカヘティ王エレクレ1世によって伯父パプナは廃位・処罰された。その後、コンスタンティネ2世がムフラニ公位および宮廷職を継承した。

## 家族
コンスタンティネ2世は、貴族アミラフヴァリ家のダヴィト・アミラフヴァリの娘ニノと結婚し、1男をもうけた。
- コンスタンティネ3世（英語版） - ムフラニ公